# HMS Welshman (M84)
«Вельшмен» (M84) (англ. HMS Welshman (M84) — військовий корабель, швидкохідний мінний загороджувач типу «Абдель» Королівського військово-морського флоту Великої Британії за часів Другої світової війни.

## Історія створення
«Вельшмен» був закладений 8 червня 1939 на верфі компанії Hawthorn Leslie and Company, Геббурн. 25 серпня 1941 увійшов до складу Королівських ВМС Великої Британії. Прославився в 1942 році своїми зухвалими проривами з метою забезпечення британського гарнізону в критичний момент блокади Мальти.